# Майер, Бернд
Бернд Майер (нем. Bernd Meier; 11 февраля 1972 — 2 августа 2012) — немецкий футболист, вратарь.
Карьера футболиста началась в команде «Мюнхен 1860», с которой он вышел в Бундеслигу в первом же сезоне. 
В 1999 году Майер перешёл в «Боруссию» (Мёнхенгладбах). Через три года он вернулся во второй дивизион, перейдя в команду «Рот-Вайсс». Там он сыграл 84 матча.
6 января 2010 года Майер был назначен тренером вратарей команды третьей Бундеслиги «Ваккер» (Бургхаузен).
Умер в возрасте 40 лет в результате сердечного приступа после того, как был госпитализирован с пищевым отравлением.